# Czesław Niemen
Czesław Niemen (vlastním jménem Czesław Juliusz Wydrzycki) (16. února, 1939 Stare Wasiliszki, Polsko, dnes Bělorusko — 17. ledna, 2004 Varšava, Polsko) byl velmi originální, svérázný polský zpěvák, písničkář, a rockový a soulový bard, hráč na elektronické klávesové nástroje, zvukový mág a hudební experimentátor, jenž zpíval převážně ve svém rodném jazyce – polštině, velká osobnost soudobé světové hudby druhé poloviny 20. století, nonkonformní umělec světového stylu.

## Život a dílo
Niemen se narodil ve vesnici Stare Wasiliszki na řece Němenu (podle níž si zvolil svůj pseudonym) nedaleko Hrodna, které tehdy patřilo meziválečnému Polsku. Původním jménem byl Julius Wydrzycki. Po druhé světové válce se jeho rodiště stalo součástí Běloruska. V rámci repatriace v roce 1958 přesídlil do polského Gdaňsku, kde začal také poprvé vystupovat nejprve ve studentských kabaretech a estrádách. Debutoval v roce 1960, kdy zpíval převážně polsky jak rokenrol, tak i soulový repertoár. V roce 1962 se stal jedním z laureátů štětínského festivalu mladých hudebních talentů.

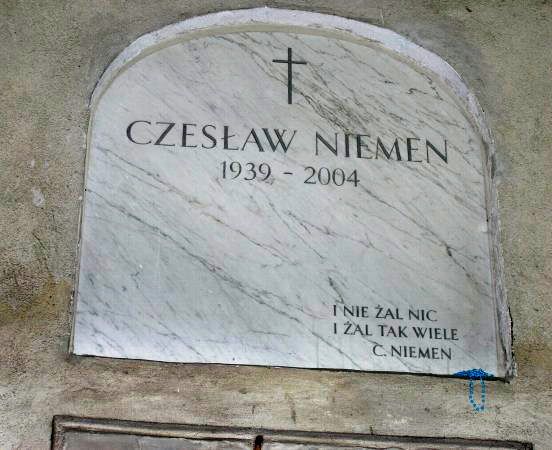
Hrob Czesława Niemena (zblízka)

Dalších pět let vystupoval jakožto zpěvák-sólista s jednou z raných polských rockových formací Niebiesko-Czarni (Modro-Černí). Byl s nimi i v zahraničí, v Paříži, ve Švédsku a na festivalu v Rennes. Jeho podání soulu a rhythm-and-blues bylo velmi osobité, natolik zvláštní, že mu novináři začali přezdívat slovanský soul. V tvorbě C. Niemena se krásně mísila slovanská melodika s anglosaským hudebním nasazením. Jeho cesta vedla od klasického amerického soulu přes free-jazz, jazz-rock až k volnému elektrofonickému kouzelnictví a zvukové magii, jež někdy hraničila s tzv. psychedelickým stylem hudby.

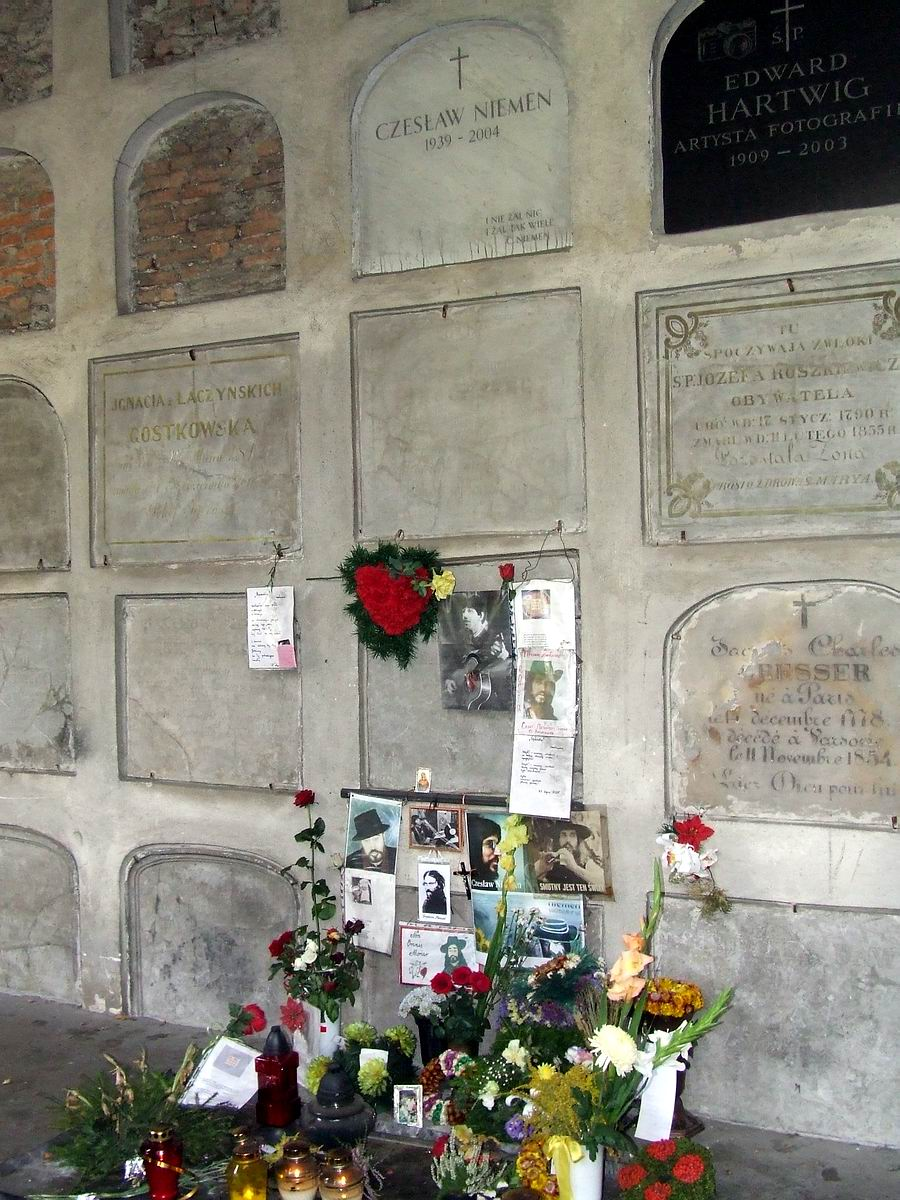
Hrob Czesława Niemena ve Varšavě ('Cmentarz Powązkowski w Warszawie').

V roce 1967 si založil svoji vlastní skupinu s názvem Akwarele, později Enigmatic, poté ji přejmenoval na Grupa Niemen, a ještě později na Aerolit. Nakonec ho jména kapel přestala bavit úplně a začal hrál v různých zcela volných a nijak nepojmenovaných sestavách s rozličnými muzikanty dle potřeby a chuti. V roce 1967 natočil přelomové album Podivný je tento svět (polsky:Dziwny jest ten świat; anglicky:Strange Is This World). Jednalo se vlastně o jeho osobité podání protestsongů proti tehdejšímu stavu světa.
Na přelomu 60. a 70. let se jal zhudebňovat poezii klasických polských básníků (především Cyprian Kamil Norwid, dále též Bolesław Leśmian, Jarosław Iwaszkiewicz, Maria Pawlikowska-Jasnorzewska, Zbigniew Herbert), což bylo dobré i v tom smyslu, že dokázal kvalitní polskou klasiku přiblížit mladým posluchačům. Později zhudebňuje i literární klasiku ruskou a anglickou. Jeho osobitý styl hudby lze také označit souslovím progresivní rock, jedná se o zcela zvláštní typ hudby, který se neustále pohybuje kdesi na pomezí žánrů art-rocku, jazz-rocku, folku – dnes bychom ho možná zařadili pod všeobjímající pojem world music.
V roce 1970 C. Niemen uzavřel dlouhodobou smlouvu s americkou nahrávací společností CBS a své písně začal zpívat anglicky, nicméně ne vždy v souladu s komerčními požadavky a představami společnosti. V roce 1974 nahrál album Mourner's Rhapsody s českým skladatelem Janem Hammerem a Rickem Lairdem společně s hudebníky z uskupení Mahavishnu Orchestra. V 70. letech se nadále pokouší o různé fúze jazz-rocku, art-rocku, elektronické hudby či ambientní hudby (např. album Katharsis). V roce 1972 se také podílí na filmové hudbě pro Oscary ověnčeného polského režiséra Andrzeje Wajdu, později C. Niemen také komponuje filmovou a divadelní hudbu. Prakticky neustále zvukově improvizuje, nahrává sám playbackem různé nástroje, zpívá sám osmihlasé sbory, experimentuje neustále s různými druhy elektronické hudby, střídá různé syntetizátory, Hammondovy varhany a další moderní elektrofonické hudební nástroje, v některých ohledech někdy dost připomíná vynikajícího slovenského hudebního souputníka Mariána Vargu.
V 80. letech se Niemen postupně uzavírá do sebe a příliš nevystupuje. V 90. letech se kromě hudby začíná zaobírat také malířstvím a computerovu grafikou; nadále se věnoval také skládání divadelní a filmové hudby.
Czesław Niemen zemřel 17. ledna 2004 v jedné z varšavských nemocnic na rakovinu tlustého střeva. Pohřeb o účasti 2500 osob byl 30. ledna. Jeho ostatky jsou uloženy v katakombách Powązkowského hřbitova ve Varšavě.

## Diskografie
- 1967 Dziwny jest ten świat - Podivný je tento svět (anglicky :Strange Is This World)
- 1968 Sukces (anglicky:Success)
- 1968 Czy mnie jeszcze pamiętasz (anglicky:Can You Remember Me Still)
- 1969 Enigmatic
- 1970 Niemen Enigmatic (polsky: Człowiek jam niewdzięczny)
- 1972 Niemen Vol. 1 (Marionetki)
- 1972 Niemen Vol. 2
- 1972 Strange is This World (anglické texty)
- 1973 Ode to Venus (anglické texty)
- 1973 Russische Lieder (ruské texty)
- 1974 Mourner's Rhapsody (anglické texty)
- 1974 N.AE. (Niemen Aerolit)
- 1975 Katharsis
- 1977 Idée Fixe
- 1978 Best of Niemen
- 1980 Postscriptum
- 1982 Przeprowadzka (anglicky:Moving)
- 1989 Terra deflorata
- 2001 Spod chmury kapelusza (anglicky:From under the cloud of a hat)